# Charles Babbage
Charles Babbage, FRS, FRSE, angleški matematik, filozof in praračunalnikar, * 26. december 1791, Teignmouth, grofija Devonshire, Anglija, † 18. oktober 1871, London, Anglija.
Babbage se je ukvarjal z operacijskimi raziskavami in s konstrukcijo stroja za računanje.
Študiral je na Kolidžu Trinity (Trinity College) in Peterhouseu v Cambridgeu. Diplomiral je leta 1814. Istega leta se je poročil z Georigiano Whitmore. Imela sta osem otrok, vendar so le trije preživeli mladost. Gospa Babbage je umrla leta 1827.

## Konstrukcija računalnikov
Zaradi velikih napak pri računanju matematičnih tabel je Babbage začel iskati metodo, s katero bi se lahko računati s pomočjo stroja in kjer ne bi bilo napak, utrujajočega in dolgočasnega računanja, značilnega za človekovo računanje. Na to zamisel je prišel okoli leta 1812. Kakor kaže, so nanj vplivali trije dejavniki. Ni prenesel neurejenosti; zavedal se je slabosti logaritemskih tabel; poleg tega je nanj vplivalo delo o računskih strojih Wilhelma Schickarda, Blaisa Pascala in Gottfrieda Wilhelma Leibniza. Leta 1822 je v pismu o uporabi strojev za računanje in izpis matematičnih tabel siru Humphryju Davyju pojasnjeval načela računskega stroja.

### Diferenčni stroj
14. junija 1822 je Kraljevi astronomski družbi (RAS) predložil model stroja, ki ga je sam imenoval diferenčni stroj. Delovanje modela je pojasnil v članku Zapisek o uporabi strojev za računanje astronomskih in matematičnih tabel (Note on the application of machinery to the computation of astronomical and mathematical tables). Namen stroja je bil pregledno izpisati polinome z numerično metodo diferenc. Društvo je zamisel odobrilo. Tako je od Britanske vlade leta 1823 prejel denarno pomoč 1.500 funtov. Leto kasneje 1824 mu je Kraljeva astronomska družba podelila Zlato medaljo za »izum stroja za računanje matematičnih in astronomskih tabel.«
Začel je z izdelavo tega stroja, vendar ga ni dokončal. Dve stvari nista šli po načrtih: notranje trenje in razpoložljiva zobata kolesa tedaj še niso bili zadovoljiva. Stalni problem so bile tudi vibracije. Poleg tega si je premišljeval glede izvedb. Verjetno se je tudi skregal z najetim mehanikom. Do leta 1833 je porabil 17.000 funtov brez zadovoljivih rezultatov.

### Analitični stroj
V nasprotju z diferenčnim strojem je bil analitični stroj namenjen za strojno računanje poljubne matematične operacije. Po Babbagovem opisu lahko analitični stroj razdelimo na dva dela:
- mlin, v katerem se izvajajo vse operacije. Če ga primerjamo z zgradbo današnjih računalnikov na vidimo, da mlin ustreza današnji centralni procesni enoti.
- pomnilnik, v katerem so shranjeni podatki in ki po funkciji ustreza pomnilnikom današnjih računalnikov.

Mlin in pomnilnik sta bila realizirana z uporabo desetiških števnih koles v obliki zobatih koles. Vidimo jih lahko na sliki, ki prikazuje del analitičnega stroja.
Mlin je znal izvajati štiri operacije: seštevanje, odštevanje, množenje in deljenje. Za določanje zaporedja izvajanja operacij je Babbage predlagal uporabo luknjanih kartic enake vrste, kot jih je leta 1801 uporabil J. M. Jacquard (1752-1834) v svojem stroju za tkanje. Kot bomo videli nekoliko kasneje, so Jacquardove kartice vplivale na razvoj računalnikov tudi preko dela Hermana Holleritha.
Kartice sestavljajo tisto, kar bi danes imenovali program, in so bile razdeljene v dve smiselno in fizično ločeni skupini:
1. Ukazne kartice. Babbage je predlagal dve vrsti ukaznih kartic. Prva vrsta so operacijske kartice, ki določajo, katera od štirih možnih operacij ( + , -, x in /) naj se izvede v danem koraku programa. Druga vrsta so tako imenovane kombinatorične kartice, ki so aktivirale t. i. ponavljalni mehanizem, s pomočjo katerega so se ukazne in/ali podatkovne kartice vrnile nazaj ter tako ponovili določeni ukazi.
2. Podatkovne kartice so določale, katere pomnilniške lokacije naj se uporabijo v dani operaciji. Drugače povedano, določale so, kje so operandi in kam naj gre rezultat.

Predvideno je bilo, da bi se rezultati tiskali ali izpisovali na luknjane kartice. Numerične konstante, ki so nastopale pri računanju, je bilo poleg preko kartic možno vnašati v pomnilnik tudi ročno z nastavljanjem koles.
Sposobnost analitičnega stroja, da s pomočjo kombinatoričnih kartic lahko spreminja zaporedje izvajanja ukazov glede na rezultat prejšnje operacije, je eden od najpomembnejših Babbageovih prispevkov. Danes bi rekli, da je zasnoval ukaze za pogojne in brezpogojne skoke. Analitični stroj je vključeval vse lastnosti, ki so potrebne za reševanje problemov na podoben način kot pri današnjih računalnikih. V zvezi z njim se je prvič v razvoju računalnikov pojavila potreba po obstoju programov (ki jih takrat še niso imenovali tako) kot nečem, kar je ločeno od fizične realizacije stroja. Tu moramo omeniti Byronovo hči Augusto Ado Byron, grofico Lovelace (1815-1852), ki je leta 1843 na Babbagevo pobudo prevedla in dopolnila članek italijanskega inženirja L. F. Menabrea o analitičnem stroju. Ena od njenih dopolnitev je tudi razmeroma zapleten program za izračun Bernoullijevih števil, ki je po mnenju nekaterih sploh prvi računalniški program. Kljub romantični privlačnosti zgodbe pa novejše ugotovitve kažejo, da Ada Byron Lovelace verjetno ne zasluži naziva prvega programerja.
Babbage je začel delati na analitičnem stroju leta 1834. Predlagal je pomnilnik s kapaciteto 1.000 50-mestnih decimalnih števil in ocenil, da bi seštevanje trajalo približno sekundo, množenje pa manj kot minuto. V resnici je bil zgrajen samo majhen del mlina in vprašljivo je, ali bi bilo tako velik mehanični računalnik takrat sploh mogoče uspešno zgraditi. Vendar nas to ne sme motiti pri ocenjevanju skoraj neverjetnega intelektualnega dosežka, ki ga predstavljajo njegovi načrti za analitični stroj in njegovo razumevanje teoretičnih konceptov.
Gledano z današnjega časa, je analitičnemu stroju manjkalo pravzaprav samo to, da ni bil narejen (zaradi pomanjkanja denarja). Vsekakor pa je bil problem stroja, ki zna računati vse, kar se da izračunati, rešen na papirju. Zato bi smeli pričakovati, da se bo razvoj strojev za računanje usmeril v reševanje tehnoloških problemov pri realizaciji analitičnega stroja. V resnici so se stvari odvijale precej drugače. Babbageovo delo je počasi utonilo v pozabo in po letu 1900 je zanj vedelo zelo malo ljudi. Skoraj vse kar smo o njem povedali je bilo ponovno odkrito šele po letu 1950. Kljub temu pa veliko ljudi, ki so se ukvarjali z razvojem računalnikov, za Babbageovo delo sploh ni vedelo.

## Drugi dosežki
Napisal je delo O ekonomiji strojev in manufaktur (On the economy of machinery and manufactures).
Od leta 1828 do 1839 je bil Lucasov profesor matematike na Univerzi v Cambridgeu. Veliko se je ukvarjal tudi s kriptografijo.

## Priznanja

### Nagrade
Kraljeva astronomska družba (RAS) mu je leta 1824 podelila svojo zlato medaljo.

### Poimenovanja
Po njem se imenuje udarni krater Babbage na Luni.